# Пётр и Павел (икона Софийского собора в Новгороде)
«Апостолы Пётр и Павел» — икона середины XI века, если допустить восточнославянское происхождение — самое раннее из известных русских произведений станковой живописи. Икона происходит из новгородского Софийского собора, хранится в собрании Новгородского музея-заповедника.

## История
По преданию эту икону привёз из Корсуни великий князь Владимир Мономах и икона получила название «Корсунская». По мнению академика В. Н. Лазарева, значительные размеры иконы скорее всего свидетельствуют, что она была написана в Новгороде и являлась настолпным образом.:33 Икона написана неизвестным мастером, (византийским, киевским или местным новгородским), её стиль навеян фресковыми изображениями. Вскоре после написания икону покрыли окладом из позолоченного серебра, выполненным несколькими мастерами.
Икона трижды вывозилась из Новгорода (в XVI веке Иваном Грозным, в XX веке немецкими войсками и в 2002 году реставраторами), но всегда возвращалась в город.
Икона написана на пяти липовых досках, которые первоначально были скреплены накладными шпонками (на обороте иконы сохранились следы от деревянных гвоздей). В XVI веке живопись иконы была поновлена русскими мастерами и накладные шпонки заменили врезными.

### Реставрации
- 1951 год — икону покрыли воском с мастикой[2];
- 2002—2008 годы — икона была освобождена от оклада, исправлены ошибки предыдущей реставрации — выплавлен воск[2], проведены анализы красочного слоя[4]. Оклад иконы, который при снятии с иконы был разобран на почти 600 фрагментов, был собран, очищен от окиси и сернистой плёнки, при этом было открыто оригинальное золочение. После реставрации было принято решение не закрывать икону окладом.

## Иконография
На иконе апостолы изображены в полный рост, над ними помещена полуфигура Иисуса Христа. Головы апостолов представлены в повороте на три четверти. В руках апостол Павел держит книгу, апостол Пётр — древко креста, свиток и три ключа от рая.
Икона имеет плохую сохранность, и от изначальной живописи XI века сохранились только фрагменты фона, одежды, исполненные в сочетаниях синих, белых, нежно-розовых и золотисто-жёлтых тонов, а также фрагмент зеленовато-коричневой охры на шее апостола Павла. Оригинальная живопись лица, рук и стоп ног апостолов полностью утрачена, на этих фрагментах не обнаружено живописного слоя древнее XV века. Однако при поновлении иконы были сохранены изначальные контуры голов апостолов.